# Унтервальдхаузен
Унтервальдхаузен (нем. Unterwaldhausen) — община в Германии, в земле Баден-Вюртемберг. 

Подчиняется административному округу Тюбинген. Входит в состав района Равенсбург. Подчиняется управлению Альтсхаузен. Население составляет 279 человек (на 31 декабря 2010 года). Занимает площадь 4,11 км².

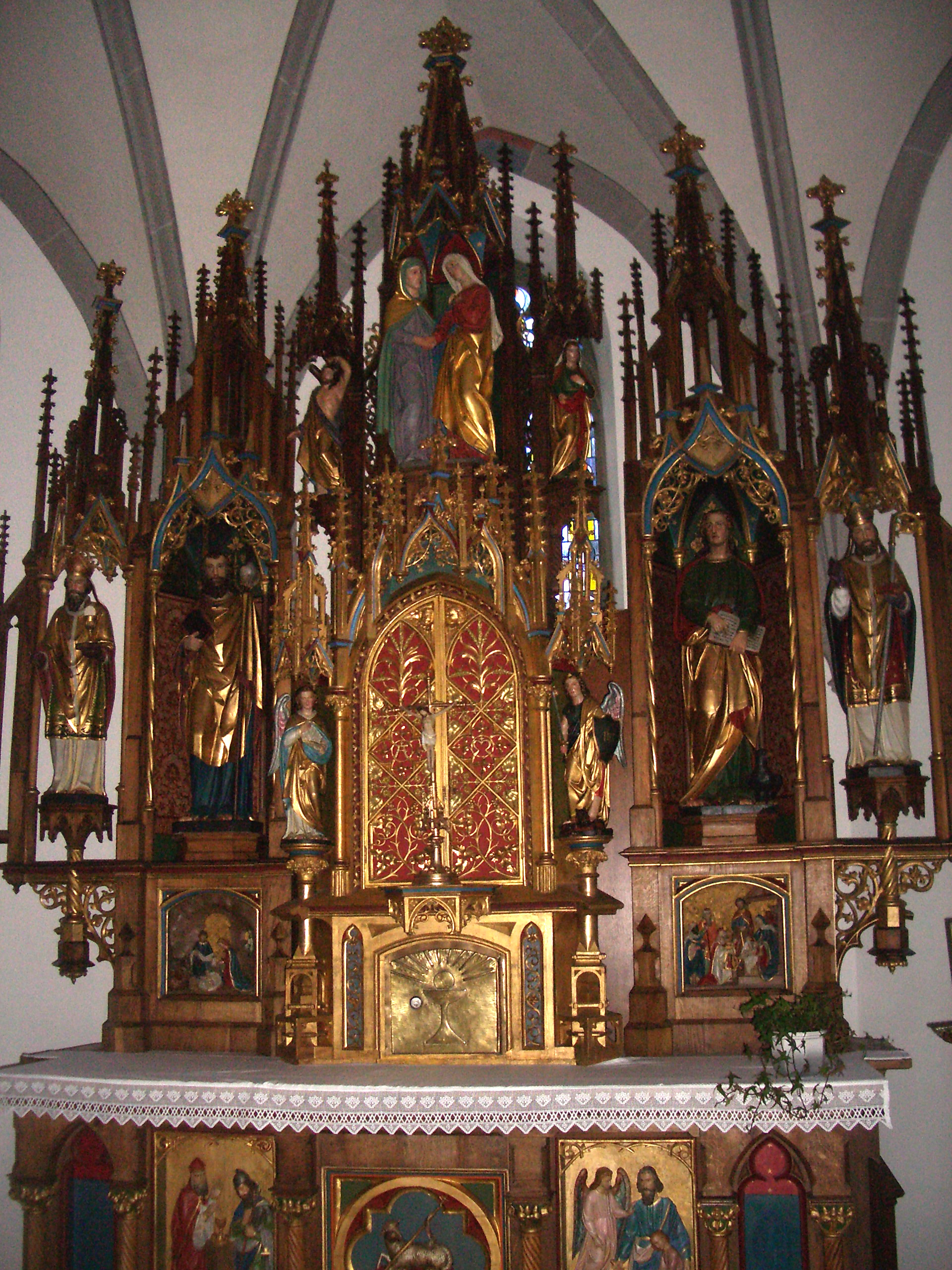
Унтервальдхаузен